# Державна монополія
Державна монополія — передача і вивід під руку тільки уряду (тобто держави) деяких різновидів промислової і суспільної діяльності.
Державна монополія поширюється на обмежене коло галузей. Найважливіша серед них — боротьба з фальшивомонетниками і неконтрольованим друком грошей приватними особами чи зухвалими банкірами. Державна монополія на друк грошей підтримана багатьма урядами.
Державна монополія може бути поширена на експлуатацію і утримання залізниць, обіг наркотичних речовин у країні тощо.